# Nokia C10
Nokia C10 — смартфон початкового рівня, розроблений компанією HMD Global під брендом Nokia. Був представлений 8 квітня 2021 року.

## Дизайн
Екран виконаний зі скла Panda Glass, а корпус — з пластику з хвилястою фактурою.
Ззовні Nokia C10 є ідентичним до Nokia C20.
Знизу знаходяться роз'єм microUSB та мікрофон а зверху — 3,5 мм аудіороз'єм. З правого боку розміщені кнопки регулювання гучності та кнопка блокування. Місця для, залежно від версії, 1 SIM-картки і карти пам'яті або для 2 SIM-карток і карти пам'яті розміщені під знімною панеллю. Ззаду розміщені динамік з цяткою, що випирає для запобігання перекриття динаміка в лежачому положенні, логотип «NOKIA» та круглий блок камери з LED спалахом. Спереду також присутній LED спалах для фронтальної камери.
Пристрій продавався в сірому та світло-фіолетовому кольорах.

## Технічні характеристики

### Апаратне забезпечення
Nokia C10, як і попередник, отримав процесор UNISOC SC7331E з графічним процесором Mali-400 MP2. Пристрій продавався в конфігураціях 1/16, 2/16, 1/32 та 2/32 ГБ. Постійну пам'ять можна розширити картою пам'яті формату microSD до 256 ГБ.
Знімна батарея отримала об'єм 3000 мА·год.
Nokia C10 отримав 6,52-дюймовий екран типу IPS LCD з роздільною здатністю HD+ (1600 × 720), співвідношенням сторін 20:9, щільністю пікселів 269 ppi та краплеподібним вирізом під фронтальну камеру.
Смартфон отримав основну та фронтальну камери на 5 Мп з діафрагмою f/2.2 і можливістю запису відео в роздільній здатності 720p@30fps

### Програмне забезпечення
Nokia C10 був випущений на Android 11 (Go Edition).